# Michel Malherbe (encyclopédiste)
Pour les articles homonymes, voir Malherbe et Michel Malherbe.
Michel Malherbe, né le 21 août 1930, est un encyclopédiste français.

## Biographie
Michel Malherbe est polytechnicien (promotion 1950), ingénieur général des Ponts et Chaussées (promotion 1955). Il a exercé différentes fonctions, notamment dans la coopération technique française, dans divers cabinets ministériels et à la tête de plusieurs entreprises parapubliques et privées qui l'ont amené à visiter plus de 150 pays.
Linguiste amateur initialement mais bourlingueur par obligation professionnelle, il se passionne pour les langues et rédige  Les Langages de l'humanité, une encyclopédie des 3 000 langues parlées dans le monde.
Des langues, il passe ensuite aux religions. Il analyse les croyances humaines, des plus anciennes (zoroastrisme, monothéisme,  taoïsme, bouddhisme, etc.) à des croyances ou à des sectes plus récentes (ahmadisme, témoins de Jéhovah, kimbanguisme, etc.), en passant par les syncrétismes (bahaïsme, adorateurs du diable des environs de Mossoul en Irak et d'Alep en Syrie, caodaïsme vietnamien...), ou les mouvements spirituels tels que  le mouvement Subud. Et il inclut dans ce panorama le communisme : « Il est amusant de constater à quel point les formes extérieures de l'idéologie communiste ont été la caricature d'une religion », écrit-il. En effet, il analyse au-delà des religions les comportements religieux, l'implication personnelle des croyants, l'impact dans la vie sociale, les symboles courants, les rites, etc. Et il pousse l'analyse jusqu'aux rapports du religieux à la culture et au politique.
Il se consacre ensuite à une encyclopédie des Cultures de l'Humanité.  Dans un premier volet, il dresse un tableau de la diversité des cultures par grands ensembles géographiques. Il analyse ensuite le rapport entre développement et culture. « Le progrès ou le recul d’une société dépend étroitement de son système de valeurs » affirme-t-il. il s'attache à tenter de synthétiser les conditions nécessaires au développement, les freins qu’il peut rencontrer, et les éléments qui lui conviennent.
1. 1. Il devient directeur de collection dans les années 2000. Il dirige aux éditions L'Harmattan, la collection « Parlons... » (Parlons arménien, afrikaans, maori, etc.) (161 titres parus au 1er avril 2010[4]). Les ouvrages de cette collection sont conçus pour apporter une méthode d'auto-apprentissage des langues et introduire à la culture associée aux peuples les parlant (histoire, religions, vie sociale, économie, etc.)[4].

## Ouvrages
- Les religions de l'humanité, Critérion, 1990  (ISBN 978-2903702298)
- Les Philosophies de l'humanité, avec Philippe Gaudin, Bartillat, 2001  (ISBN 978-2841002726)
- Les Cultures de l'humanité : le développement est une question de culture, L'Harmattan, 2000 et 2008  (ISBN 978-2296054776)
- Les Religions, Nathan, collection Repères pratiques, 1er mars 2000  (ISBN 2091824798 et 978-2091824796)
- Les Langages de l'humanité, avec Serge Rosenberg, Robert Laffont, collection Bouquins, 1983, plusieurs rééditions  (ISBN 2-221-05947-6 et 978-2-221-05947-0)

- Les Musiques de l'humanité, avec Amaury Rosa de Poullois, Critérion, 1997  (ISBN 2741301158 et 9782741301158), réédition en 2012  (ISBN 9782741301929)